# Flikhortensia
Flikhortensia (Hydrangea quercifolia) är en art inom släktet hortensior som växer vild i sydöstra USA. Det är den ena av två arter i släktet med parflikiga blad.
Arten är en relativt glest växande, lövfällande buske med rundat växtsätt som blir upp till 2,5 meter. Skotten är tjocka, först med fint rödaktigt dunhår, senare kala. Som äldre strimlar sig det yttre skiktet av barken och faller av. Bladen är mörkt gröna och blir 7,2-20 × 5-17 cm, brett äggrunda med 5-7 djupa flikar och fint tandade kanter. Bladskaften blir 2,5-6 cm långa. Bladen får en vacker röd höstfärg. Blomställningarna är toppställda och bildar en utdragen, pyramidformad vippa, 10-25 cm långa och innehåller många vita, långskaftade, sterila blommor, som gradvis blir gråvita, 2,5-3,5 cm vida. De fertila blommorna är också många, små och vita. Blomstjälkarna är glest håriga.

## Odling
Arten introducerades till Europa 1803. Trivs på halvskuggiga, fuktiga lägen och kan förväntas vara härdig i zon I-III. I Sverige blir plantorna dock mycket mindre än i naturen. Odlas för det vackra bladverket, som blir rött på hösten, och för de vita blomsamlingarna.

## Sorter
- 'Alice' - en selection av Mike Dirr, USA. Sorten är snabbväxande med extra stora blomställningar. Bladen färgas karminröda på hösten. 360 × 300 cm. Blommar I juli till september.
- 'Harmony' - en fylldblommig sort med tunga blomställningar som ofta får hela grenarna att hänga. Äldre plantor är mer stadiga.
- 'Lollapaloosa'	- räknas som den mest praktfulla sorten. Vårbladen är gulgröna, höstfärgen scharlakansröd, till och med grenarna blir röda. Blommorna är vita. Sorten är en sport av 'Peewee' och är lågvuxen, 120 × 90 cm. Mer känd under sitt handelnamn LITTLE HONEY.
- 'Peewee' - likt 'Sikes Dwarf' är detta en dvärgsort för små trädgårdar. Den håller formen även på platser helt utan direkt sol. 120 × 120 cm.
- 'Sikes Dwarf' - lågväxande sort uppkallad efter Sarah Sikes,som hittade klonen i Alabama, USA. Dvärgväxande och blir bara hälften så hög som andra sorter. Bladverket är tätt. Blommar i juli-ausugti. 90 × 120 cm.
- 'Snow Queen' - tillsammans med 'Alice' liknar denna de vilda typerna genom att ha fertila blommor.  'Snow Queen' utmärker sig genom att ha ett kompakt växtsätt och därmed lämplig för små trädgårdar.
- 'Snowflake' - de sterila blommorna är fylldblommiga. Har fina höstfärger. Sorten har kanske den längsta blomningstiden av alla trädgårdsformer.
- Wikimedia Commons har media som rör Flikhortensia.